# Steyr Mannlicher
Pour les articles homonymes, voir Steyr.
Steyr Mannlicher est une entreprise autrichienne d'armes à feu fondée en 1886 par Ferdinand von Mannlicher et basée à Steyr. 
Elle faisait partie du conglomérat Steyr avant de devenir indépendante en 1990.

## Produits

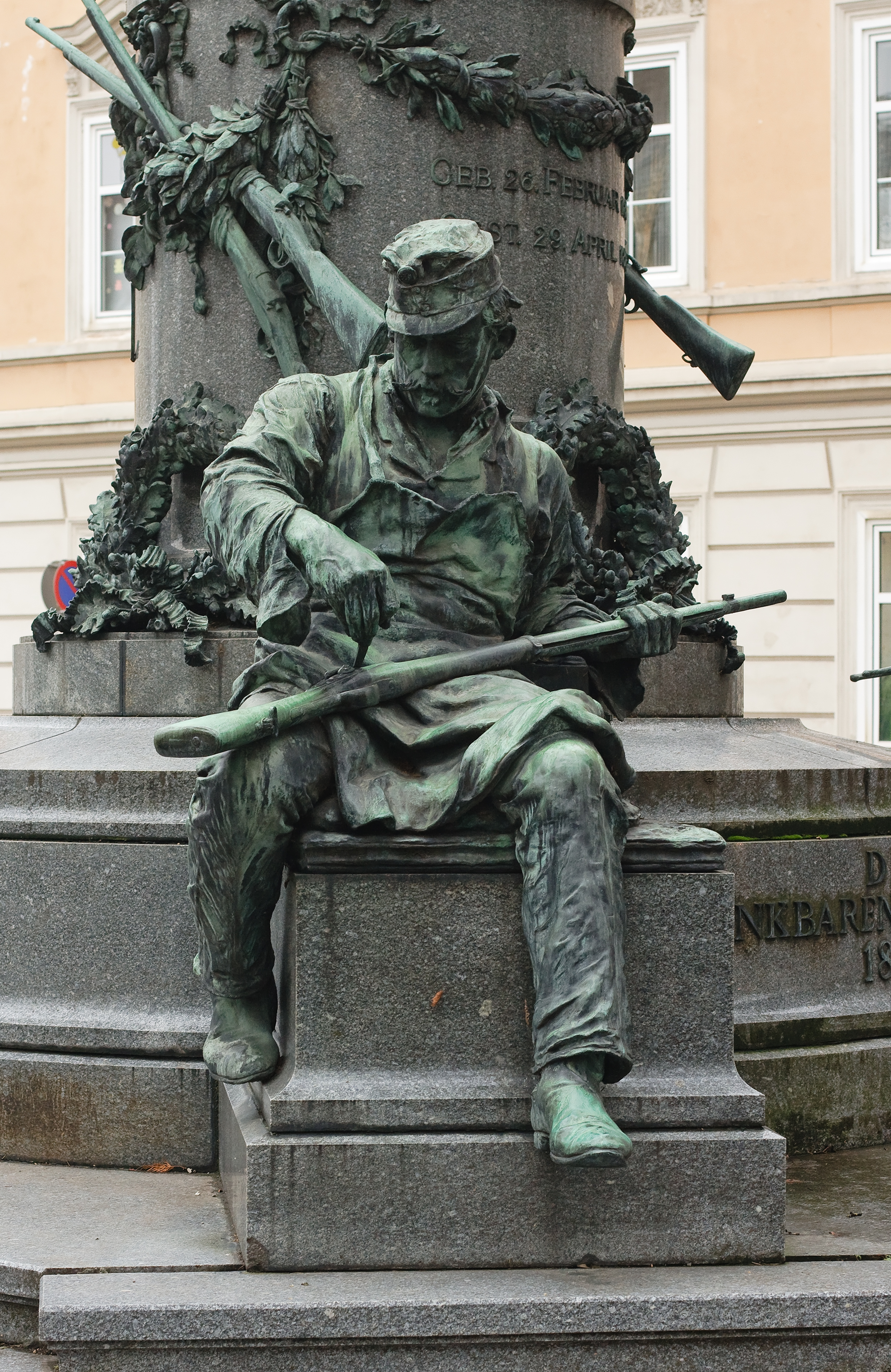
Hommage aux ouvriers de la manufacture d'armes de Steyr.

### Fusils d'assaut
- AUG (A1/A2/A3, munition 5,56 × 45 OTAN, et MP, 9 mm Parabellum) équipant les forces armées et de police de 32 pays dans le monde. Système Bullpup.
- ACR (prototype de fusil d'assaut à fléchette)

AUG

Carabines
- M1888
- M1895
- Mannlicher M95
- Mannlicher-Schönauer
- Scout
- SSG 69
- HS .50
- IWS 2000
- Steyr SSG 04
- Steyr SSG 08

### Pistolets mitrailleurs
- MPi69 (variante : Steyr MPi 81)
- TMP
- Steyr-Solothurn S1-100[1].

### Pistolets
- M1894 (1894–)
- M1901 (1901–1903)
- M.7 (1908–1913)
- M1912 (1912–1945)
- GB (1970s–1980s)
- M (1999–)